# 巴卡阿难民营

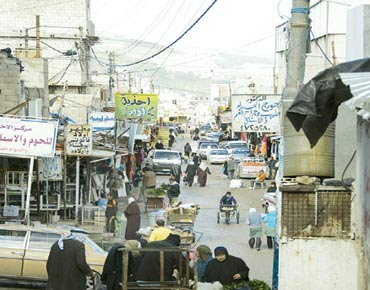

巴卡阿难民营 (英语：Baqa'a refugee camp，阿拉伯语：‎ )，始建于1968年，位于约旦首都 安曼以北20公里，是近10万名联合国登记在册的巴勒斯坦难民的家。其为约旦最大的难民营， 扎塔里难民营紧随其后。

## 历史
巴卡阿是1968年为安置于第三次中东战争中离开约旦河西岸和加沙地带的巴勒斯坦人，而在约旦设立的六个"紧急"难民营之一。 1967年六月至1968年二月期间，难民被安置在位于约旦峡谷的临时帐篷之中。 巴卡阿设立之初，在面积约为1.4平方公里的土地上，共有5000顶帐篷以及26000名难民。在德国提供的捐款下，联合国难民救济及工程局于1969-1971年间将所有帐篷更换为8048间预制板房。 自那以来，绝大多数的难民已经用水泥房屋取代了最初的帐篷和板房。

## 设施条件
2003-4学期期间，难民营中的16所学校共录取学生16718名，拥有有偿教职员工493人，在八栋学校楼中实施两班交替使用教学。 同时，联合国也在其中运营着一个一般诊所，两个妇幼诊所，配备12名医生、2名牙医、57位护士及看护人员，每天合共治疗患者约1200名；难民营中还有一个由联合国难民救济及工程局资助的幼儿园及托儿所。 共计两个妇女项目开展着在缝纫、美发、计算机、互联网、运动、英语、法律顾问和手工艺方面的课程。此外，营中还运营着2家体育俱乐部以及17家慈善机构。
难民营中设有一个被称为“苏阿哈拉”（Souq Al-Hal-lal）的市场，居民们可以在其中靠出售他们的物品或食物赚一些钱。也有许多人在早上乘坐巴士到安曼，以清扫工或保洁工的工作维持生计。